# Yas Marina Circuit
Het Yas Marina Circuit is het nieuwe, en enige circuit in Abu Dhabi. Het circuit is ontworpen door Hermann Tilke. Het circuit is gelegen op het Yas eiland, dat ongeveer op een half uur rijden ligt van de stad Abu Dhabi. Het circuit heeft 16 bochten (na de verbouwing van het circuit), en wordt al het Arabische Monaco genoemd.

## Duurste circuit
Het circuit is het duurste circuit ooit gebouwd. Het circuit heeft ongeveer 893 miljoen euro gekost. Bij deze kosten zijn ook de aanleg van het kunstmatige eiland waarop het circuit ligt en het hagelnieuwe hotel meegerekend. Ook de lichtinstallatie heeft een flink aandeel in het bedrag. De kosten voor de aanleg van het circuit waren aanvankelijk geraamd op 225 miljoen euro.

## Formule 1
Vanaf 2009 wordt op dit circuit de Etihad Airways Abu Dhabi Grand Prix gehouden. Dit is meestal de laatste Grand Prix van het Formule 1-seizoen, sinds 2009 was het alleen in 2011, 2012 en 2013 niet de laatste race van het jaar.
| Jaar | Winnaar          | Team            | Bandenmerk    |
| ---- | ---------------- | --------------- | ------------- |
| 2009 | Sebastian Vettel | Red Bull Racing | B Bridgestone |
| 2010 | Sebastian Vettel | Red Bull Racing | B Bridgestone |
| 2011 | Lewis Hamilton   | McLaren         | P Pirelli     |
| 2012 | Kimi Räikkönen   | Lotus F1 Team   | P Pirelli     |
| 2013 | Sebastian Vettel | Red Bull Racing | P Pirelli     |
| 2014 | Lewis Hamilton   | Mercedes        | P Pirelli     |
| 2015 | Nico Rosberg     | Mercedes        | P Pirelli     |
| 2016 | Lewis Hamilton   | Mercedes        | P Pirelli     |
| 2017 | Valtteri Bottas  | Mercedes        | P Pirelli     |
| 2018 | Lewis Hamilton   | Mercedes        | P Pirelli     |
| 2019 | Lewis Hamilton   | Mercedes        | P Pirelli     |
| 2020 | Max Verstappen   | Red Bull Racing | P Pirelli     |
| 2021 | Max Verstappen   | Red Bull Racing | P Pirelli     |
| 2022 | Max Verstappen   | Red Bull Racing | P Pirelli     |
| 2023 | Max Verstappen   | Red Bull Racing | P Pirelli     |
| 2024 | Lando Norris     | McLaren         | P Pirelli     |

## Galerij

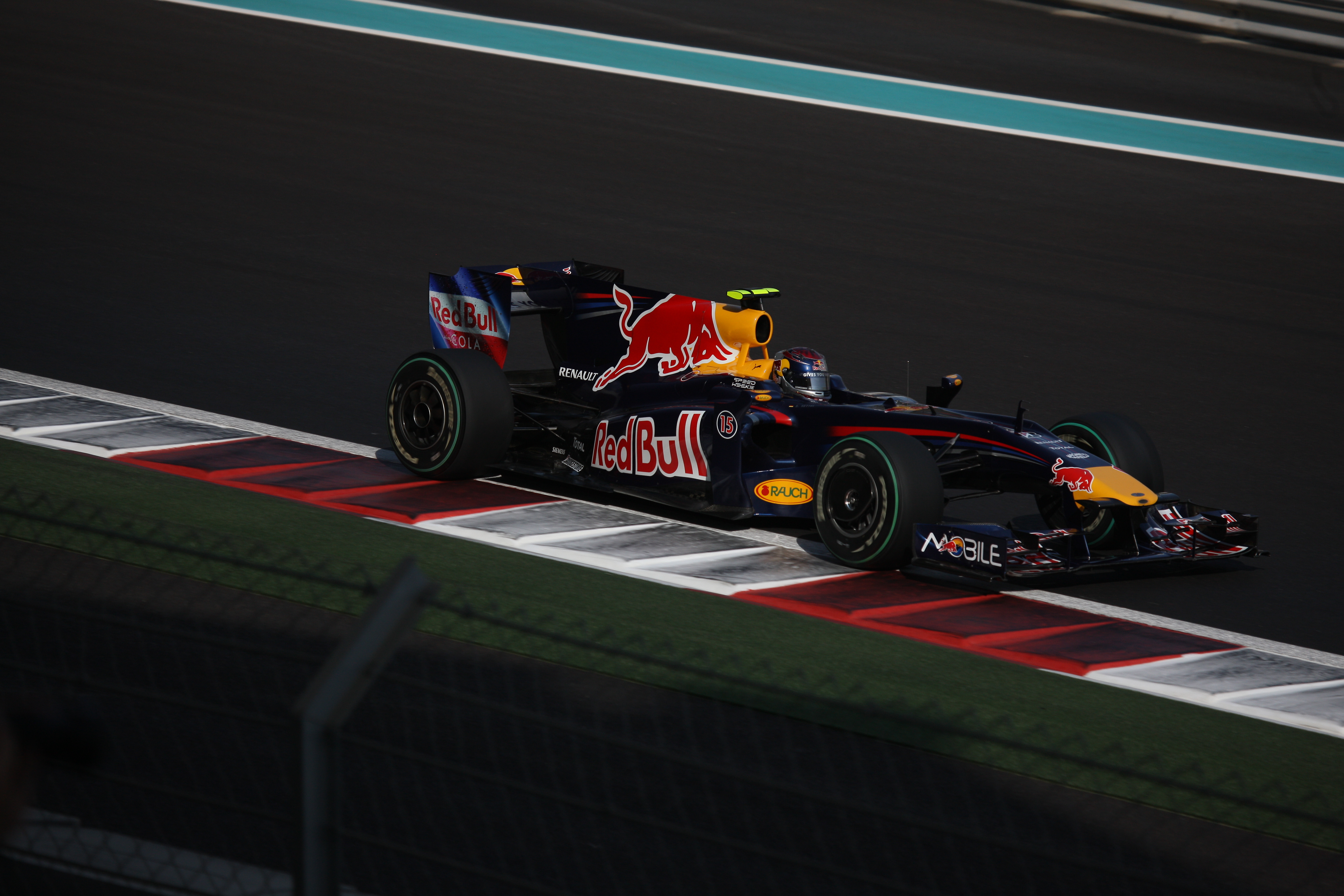
Sebastian Vettel in actie op het circuit